# Ridgwaykauz
Der Ridgwaykauz (Aegolius ridgwayi) ist eine Art der Gattung Aegolius, die ausschließlich in Mittelamerika, vom südlichen Mexiko bis in den Südosten von Costa Rica und den Westen Panamas, verbreitet ist.

## Merkmale
Der Vogel erreicht eine Körpergröße von 17 bis 19 Zentimeter und ähnelt vor allem dem nordamerikanischen Sägekauz (Aegolius acadicus). Er ist oberseits dunkelbraun und unterseits blassbraun, unterscheidet sich vom Sägekauz jedoch durch das Fehlen der auffälligen Flecken und Streifen. Über die Ökologie und Lebensweise ist nur sehr wenig bekannt.
Umstritten ist der Artstatus des Ridgwaykauz, es besteht auch die Möglichkeit, dass es sich um eine Unterart des Sägekauzes handelt.

## Etymologie und Forschungsgeschichte
Die Erstbeschreibung des Ridgwaykauz erfolgte 1905 durch Anastasio Alfaro unter dem wissenschaftlichen Namen Cryptoglaux ridgwayi. Das Typusexemplar stammte aus den Bergen von Escazú. 1829 führte Johann Jakob Kaup die neue Gattung Aegolius für den Raufußkauz ein 
. Dieser Name leitet sich von »aigōlios αιγωλιος« für »für einen Vogel als übles Vorzeichen, die auf Felsen und in Höhlen lebt und vermutlich eine Eule ist.«. Der Artname »ridgwayi« ist Robert Ridgway (1850–1929) gewidmet.